# Narodowe Muzeum Głodu
Narodowe Muzeum Głodu (ang. National Famine Museum, irl. Músaem Náisiúnta an Ghorta Mhóir) – muzeum historyczne w Irlandii zlokalizowane na terenie zespołu pałacowo-folwarcznego w Strokestown (prowincja Connacht) poświęcone wielkiej klęsce głodu, która spustoszyła Irlandię w latach 1845–1847. 
Wielki Głód w Irlandii w latach 40. XIX wieku uważany jest za największą katastrofę społeczną, jaka dotknęła wyspę w XIX wieku. Głód dotknął w latach 30. i 40. dużą część Europy, ale jego skala w latach 1845–1847 w Irlandii była wyjątkowo dotkliwa. W wyniku głodu zmarło lub wyemigrowało ponad dwa miliony ludzi, co stanowiło prawie ćwierć całej populacji kraju.
Posiadłość ziemska w Strokestown odegrała kluczową rolę w historii irlandzkiego głodu i w pamięci o tych zdarzeniach. Major Denis Mahon, właściciel Strokestown Park był pierwszym właścicielem ziemskim, który został zamordowany podczas klęski. Skrupulatne zapisy, które prowadził z tego okresu, są zasobem o dużym znaczeniu historycznym.
Placówka ukazuje doświadczenia mieszkańców Irlandii związane z głodem, eksmisjami i emigracją, tak dobrowolną, jak i wspomaganą, która zmieniła historię kraju, tworząc diasporę irlandzkich emigrantów, osiedlających się zwłaszcza w USA.
Oprócz stałej wystawy muzeum promuje kwestie Wielkiego Głodu na inne sposoby. Są to m.in.:
- znakowany szlak turystyczny National Famine Way, przybliżający trasę 1490 emigrantów, którzy grupowo opuścili Strokestown w 1847,
- pakiet edukacyjny Droga Głodu,
- Letnia Szkoła Głodu (międzynarodowe forum ułatwiające dzielenie się wiedzą, doświadczeniem i badaniami naukowymi)[1].